# Fritz Grundmann
Georg Fritz Grundmann (* 27. Mai 1885 in Leipzig; † 25. Februar 1952 in Eibenstock) war ein deutscher Lehrer und Heimatforscher des sächsischen Erzgebirges. Er war Vorsitzender des Erzgebirgsvereins bis zur Selbstgleichschaltung des Vereins durch die Nationalsozialisten.

## Leben und Wirken
Nach dem Besuch des Lehrerseminars erhielt Grundmann eine Anstellung als Lehrer an der Öffentlichen Handelslehranstalt in Leipzig und danach als Lehrer am Realgymnasium in der sächsischen Stadt Borna. Danach wurde er Lehrer an der Fortbildungsschule für jüngere Kaufleute und Gewerbetreibende (private Handelsschule von Professor Glaeser) in Leipzig. Später fand er eine dauerhafte Beschäftigung als Realschullehrer und zuletzt als  Oberstudiendirektor in der Stadt Eibenstock. In der Amtshauptmannschaft Schwarzenberg war Grundmann von 1928 bis 1937 Vorsitzender des Erzgebirgsvereins. Nachdem in der Zeit des Nationalsozialismus sämtliche kulturellen Aktivitäten des Erzgebirgsvereins in die Veranstaltungen der NS-Organisation Kraft durch Freude sowie in das durch den Schwarzenberger Industriellen Friedrich Emil Krauß geführte Heimatwerk Sachsen – Verein zur Förderung des sächsischen Volkstums e. V. integriert worden waren und Grundmann aufgefordert wurde, in die NSDAP einzutreten, trat er auf der Außerordentlichen Abgeordnetenversammlung am 4. und 5. Dezember 1937 als Vereinsvorsitzender zurück. Er erhielt das goldene Ehrenzeichen des Hauptvorstandes und die Ehrenmitgliedschaft verliehen und wurde durch den NSDAP-Kreisleiter von Annaberg, Werner Vogelsang, abgelöst.
Neben seiner aktiven Vereinsfunktion war Grundmann auch für die Städtische Volksbücherei in Eibenstock zuständig.
Im Oktober 1937 hatte er zum 750. Mal den Auersberg bestiegen.
Als Oberstudiendirektor i. R. lebte er bis zu seinem Tod kurz vor Vollendung des 67. Lebensjahres in Eibenstock und wurde am 4. März 1952 dort beigesetzt.